# Таль, Салли
Салли Таль (Суламифь Ландау; 1938, Витебск — 2023, Антверпен) — советская театральная актриса и эстрадная певица.

## Биография
Суламифь Ландау родилась в актерской семье, в Витебске. В годы войны жила в эвакуации, затем в Могилёве и Вильнюсе. На сцене играла с семнадцати лет.
Актриса Вильнюсского русского драматического театра и Рижского ТЮЗа.
Участвовала в программе первого в СССР варьете «Юрас перле» в г.Юрмала.
Солистка оркестра Эдди Рознера. Жила в СССР (Рига), Западном Берлине и Бельгии.
Была замужем за шахматистом Михаилом Талем, с которым познакомилась в Риге, и бельгийским ювелиром Джо Крамарзом. Сын — Георгий Михайлович Таль (род. 12 октября 1960), стоматолог, живёт и работает в Беэр-Шеве (Израиль), внучки — Мишель, названная в честь М. Н. Таля, Женя и Аня.
В 1981 году вышла замуж за ювелира, вдовца, Джо Крамарца, проживавшего в Антверпене. Переехала в Антверпен и жила там до своей смерти в 2023 году. Похоронена в Беэр-Шеве, Израиль.
Автор книги «Любовь и шахматы» (2003) ISBN 2147483647. Об М. Н. Тале и Салли Таль снят фильм «Михаил Таль. Жертва королевы».
Ее книга, в соавторстве с Аркадием Аркановым, переведена на английский, вышла в 2018 году под названием «Checkmate!»

## Творчество

### Роли в театре

#### Рижский ТЮЗ
- 1959 — «Копьё чёрного принца» Л. Прозоровского и П. Хомского — Горничная
- 1959 — «На улице Уитмена» Мэксин Вуд[англ.] — Винни, его жена
- 1959 — «Друг мой Колька» Александра Хмелика — Иванова — старшая пионервожатая
- 1960 — «Кукла Надя» Вадима Коростылёва — Принцесса
- 1962 — «Крышу для Матуфля» Ив Жамиака — Люси
- 1963 — «Белоснежка» по сказке братьев Гримм Льва Устинова — Ромашка
- 1964 — «Глеб Космачёв» по пьесе Михаила Шатрова — Зинка-буфетчица